# Mieussy
Mieussy är en kommun i departementet Haute-Savoie i regionen Auvergne-Rhône-Alpes i sydöstra Frankrike. Kommunen ligger i kantonen Taninges som tillhör arrondissementet Bonneville. År 2022 hade Mieussy 2 521 invånare.

## Befolkningsutveckling
Antalet invånare i kommunen Mieussy
| Referens: INSEE |